# Huvinhalli, Afzalpur
Huvinhalli là một làng thuộc tehsil Afzalpur, huyện Gulbarga, bang Karnataka, Ấn Độ.